# Kneiffiella
Kneiffiella is een geslacht van schimmels behorend tot de familie Hyphodontiaceae. De typesoort is Kneiffiella barba-jovis, maar deze is later overgeplaatst naar het geslacht Hyphodontia als Hyphodontia barba-jovis.

## Soorten
Volgens Index Fungorum telt het geslacht 27 soorten (peildatum maart 2022): 
| Soortnaam                  | Auteur(s)                                               | Publicatiejaar |
| -------------------------- | ------------------------------------------------------- | -------------- |
| Kneiffiella abdita         | Riebesehl & Langer                                      | 2017           |
| Kneiffiella altaica        | (Parmasto) Hjortstam & Ryvarden                         | 2009           |
| Kneiffiella brasiliensis   | (Berk.) Henn.                                           | 1898           |
| Kneiffiella byssoidea      | (H. Furuk.) Hjortstam & Ryvarden                        | 2009           |
| Kneiffiella chromoplumbea  | (Berk. & Broome) Henn.                                  | 1898           |
| Kneiffiella cineracea      | (Bourdot & Galzin) Jülich & Stalpers                    | 1980           |
| Kneiffiella coriacea       | (Berk. & Broome) Henn.                                  | 1898           |
| Kneiffiella crassispora    | (P. Roberts) Hjortstam & Ryvarden                       | 2002           |
| Kneiffiella decorticans    | (Gresl. & Rajchenb.) Hjortstam & Ryvarden               | 2009           |
| Kneiffiella eucalypticola  | Xue W. Wang & L.W. Zhou                                 | 2021           |
| Kneiffiella floccosa       | (Bourdot & Galzin) Jülich & Stalpers                    | 1980           |
| Kneiffiella fragilis       | (P. Karst.) Henn.                                       | 1898           |
| Kneiffiella insularis      | (Berk. & Broome) Henn.                                  | 1898           |
| Kneiffiella lanata         | (Burds. & Nakasone) Riebesehl & Langer                  | 2017           |
| Kneiffiella muelleri       | (Berk.) Henn.                                           | 1898           |
| Kneiffiella palmae         | Rick ex Hjortstam & Ryvarden                            | 2009           |
| Kneiffiella parvispora     | Rick                                                    | 1959           |
| Kneiffiella serpentiformis | (Langer) Riebesehl & Langer                             | 2017           |
| Kneiffiella sinensis       | (H.X. Xiong, Y.C. Dai & Sheng H. Wu) Riebesehl & Langer | 2017           |
| Kneiffiella sparsa         | Rick                                                    | 1959           |
| Kneiffiella stereicola     | (Bres.) Nakasone                                        | 2008           |
| Kneiffiella subefibulata   | (Jia J. Chen & L.W. Zhou) Riebesehl & Langer            | 2017           |
| Kneiffiella subtilis       | (P. Karst.) Henn.                                       | 1898           |
| Kneiffiella tenuis         | (Pat.) Henn.                                            | 1898           |
| Kneiffiella tinctor        | (Berk. ex Cooke) Henn.                                  | 1898           |
| Kneiffiella tubuliformis   | (Sheng H. Wu) Hjortstam & Ryvarden                      | 2009           |
| Kneiffiella vagans         | (P. Karst.) Henn.                                       | 1898           |